# Werner Lüken
Werner Lüken (* 8. November 1939 in Wesermünde) ist ein deutscher Manager. Er war Geschäftsführer der Lloyd Werft in Bremerhaven und ist heute Verbandsfunktionär.

## Biografie
Lüken erlernte und studierte den Beruf eines Schiffbauers. Er wurde 1983 Projektmanager bei der Lloyd Werft Bremerhaven u. a. für das Umbauprojekt der Queen Elizabeth 2, dem bis dahin größten Umbau eines Passagierschiffes weltweit. Danach blieb er Berater der Werft. Er stand dann von 1987 bis 2010 an der Spitze der Lloyd Werft, davon 1987 bis 1996 als Mitgeschäftsführer der Werft und von 1996 bis 2010 als Geschäftsführender Gesellschafter der Lloyd Werft. Nach dem Konkurs des Bremer Vulkans führte er 1996 die Lloyd Werft in die Selbstständigkeit. Er verblieb ab 2010 als Aufsichtsratsvorsitzender der Werft.
Lüken war 18 Jahre lang Aufsichtsrat der Raiffeisen-Viehverwertung Großenkneten eG. Von 2007 bis 2012 war er Vorsitzender des Verbandes für Schiffbau und Meerestechnik.
Ehrungen
- 2010 wurde er Ehrenbürger von Bremerhaven[4]